# 6163 Reimers
6163 Reimers (1977 FT) là một tiểu hành tinh vành đai chính bên trong được phát hiện ngày 16 tháng 3 năm 1977 bởi H.-E. Schuster ở La Silla.